# Рефлектор Минина
Рефлектор Минина, лампа Минина, синяя лампа — разработанный в конце 19 века прибор для физиотерапии методом теплотерапии.
Рефлектор Минина не имеет доказательств клинической эффективности, это устройство зарегистрировано в качестве медицинского прибора только в России и нигде более в медицинской практике не применяется.

## Устройство

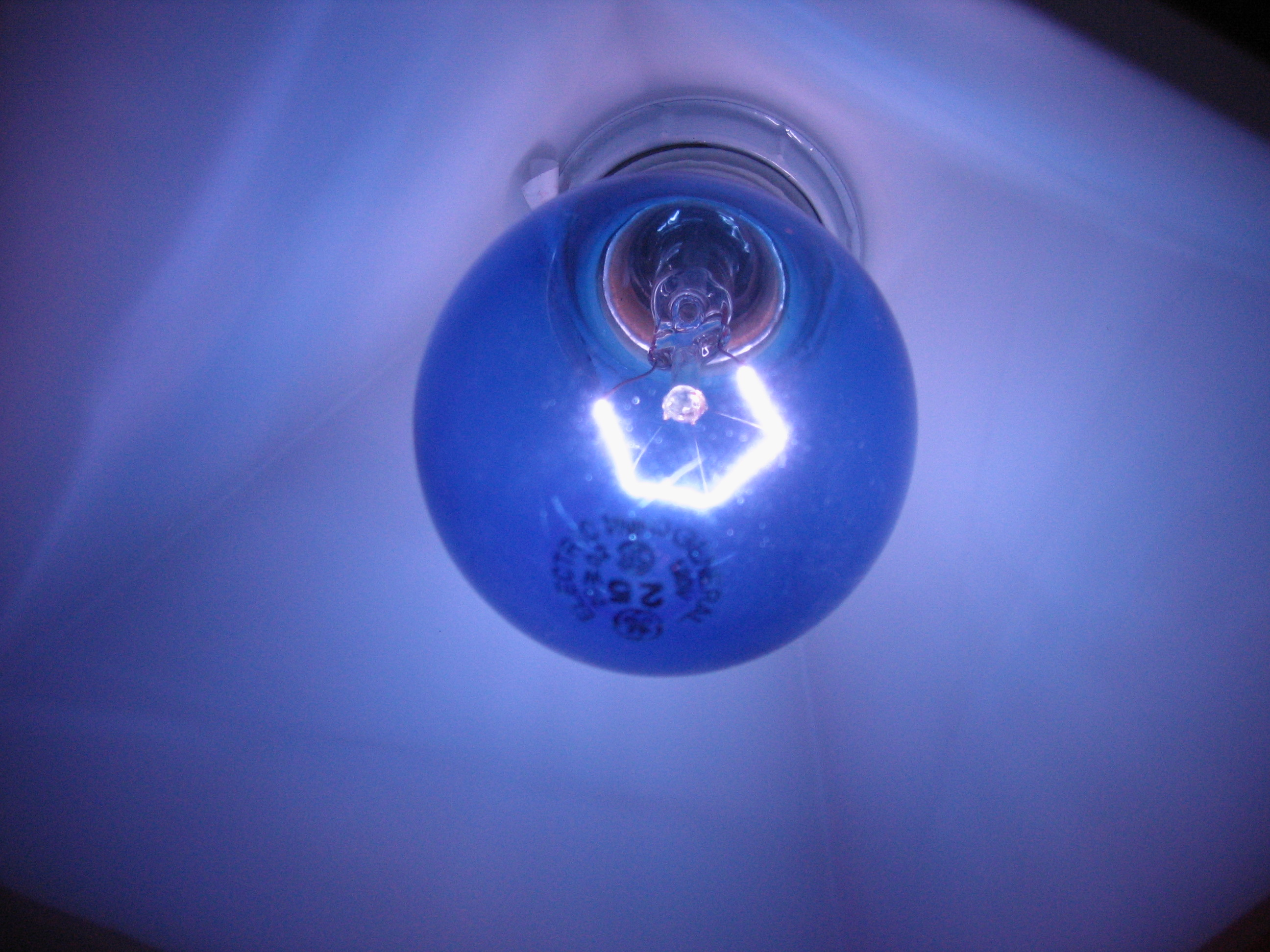
Лампа накаливания с колбой из синего стекла

Рефлектор Минина состоит из лампы накаливания мощностью от 40 до 60 Вт с колбой синего цвета, расположенной внутри абажура параболической формы с зеркальной внутренней поверхностью, закреплённого на деревянной или пластмассовой рукояти.
Колба лампы изготовлена из кобальтового стекла. Синяя колба нужна, чтобы лампа не слепила глаза - такой свет слабее всего проходит через закрытые веки.

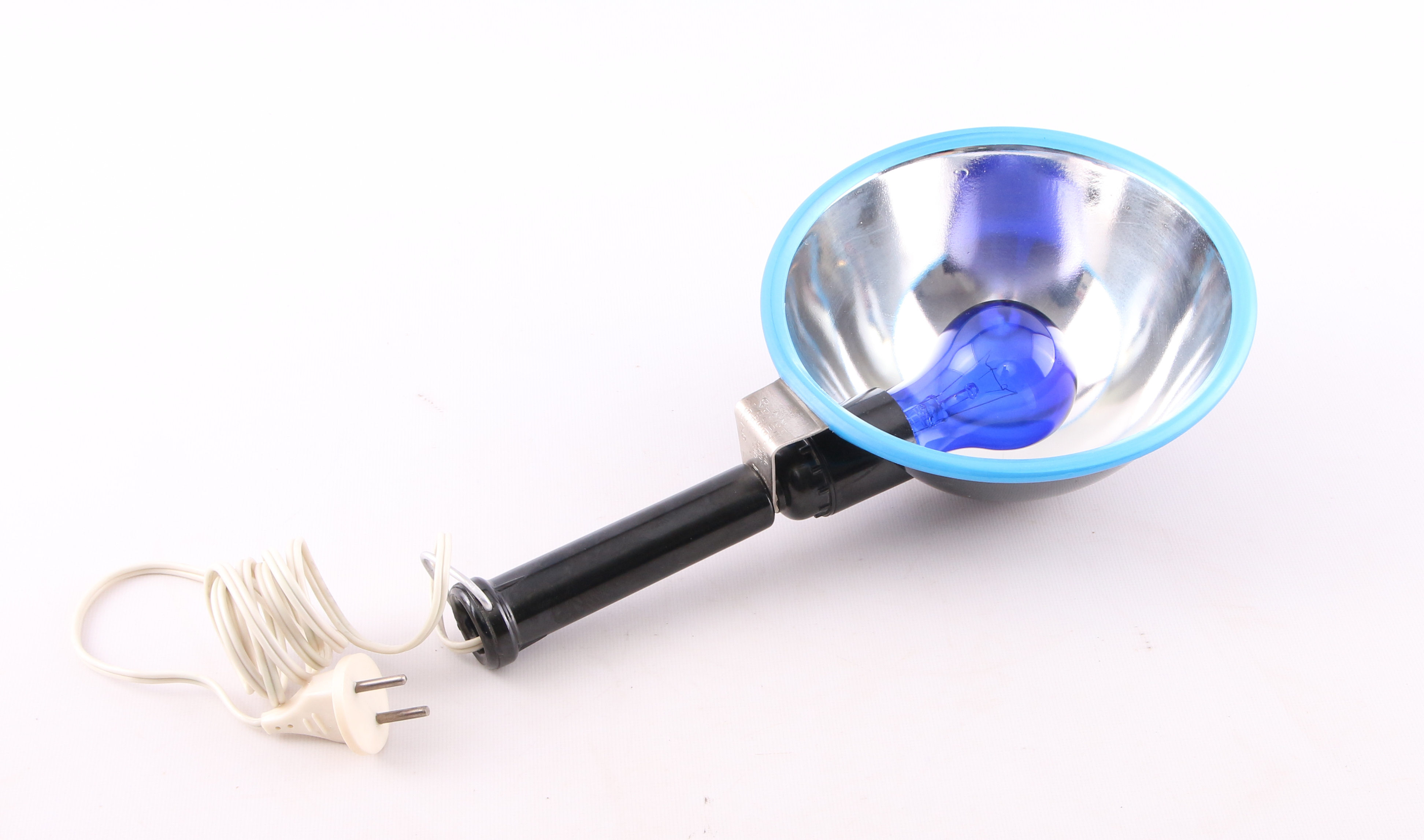
Рефлектор Минина («синяя лампа») советского производства.

## История
Синюю лампу для лечения повреждений кожи первым в России стал использовать хирург А. В. Минин в 1900 году. При этом он не был пионером ни в светотерапии в целом, ни в применении синего цвета для лечения больных в мире. Направление лечения цветным световым излучением тогда называлось хромопатией. Например, в 1876 году нью-йоркский профессор Эдвард Бэббит (англ. Edward Babbit) опубликовал цикл статей, позже вошедших в его книгу The Principles of Light and Color. Приоритет Минина относится только к медицинской практике в Российской империи, где большинство практикующих врачей критиковали и высмеивали пришедшую из Европы и США хромопатию.
А. В. Минин сначала экспериментировал с лампами и методиками, разработанными другими врачами (С. Ф. фон Штейн, Ф. Ланг, Козловский, Муринов), а в марте 1900 года опубликовал статью с описанием своих экспериментов с облучением светом синей лампы в 16 свечей кровоподтёков, надрывов мышц и ушибов, невралгий и воспалённых суставов. Минин в 1899 году пользовался лампой конструкции Дмитрия Александровича Кесслера, а в 1900 году заменил белую матовую лампу в ней на синюю с колбой из кобальтового стекла.
В 1901 году Минин опубликовал статью об облучении синим светом участков повреждённой кожи и воспалённых мест тела в немецком журнале Archiv fur Lichttherapie.
Лампа Кесслера с синей лампочкой накаливания в ней (вместо белой матовой) позже получила название «лампа Минина».

## Механизм действия
Рефлектор Минина испускает инфракрасное излучение с длиной волны от 780 до 1000 нм и нагревает облучаемую поверхность кожи до приблизительно 50 °C.
Терапевтический механизм синей лампы неизвестен, её лечебное действие является предположением о том, что она может влиять на организм за счёт нагрева его поверхности инфракрасным излучением и облучения синим светом видимого спектра.
Лечебный эффект от этого прибора сводится к нагреванию той части тела, на которую направлено инфракрасное излучение от него. Инфракрасное излучение проникает в ткани человека на глубину от 3 до 40 мм.

## Эффективность и безопасность
Научные данные, подтверждающие заявления производителей о лечебном эффекте синей лампы, отсутствуют. В мире проведено крайне мало исследований эффективности похожих на рефлектор Минина приборов.
Инфракрасное излучение может давать некоторый эффект за счёт нагрева тканей пациента, при этом рефлектор Минина не имеет преимуществ перед любыми другими методами местного нагрева тела человека, и данные о терапевтическом эффекте нагрева ненадёжные.
Светотерапия синей частью спектра видимого света от некогерентного источника, каковым является лампа Минина, не имеет доказательств клинической эффективности.

## Применение
После включения устройства в сеть световой поток от излучателя необходимо направить перпендикулярно облучаемой поверхности. Расстояние воздействия — 20—50 см. Пациент должен ощущать лёгкое и приятное тепло. Не допускаются выраженные тепловые ощущения. Рекомендуются сеансы по 15—30 минут не более двух раз в день. Глаза при облучении лица и смежных областей необходимо закрывать, а контактные линзы — снимать, так как инфракрасное излучение может подсушивать слизистую оболочку глаз и нагревать контактные линзы.
Любители выращивания растений используют рефлектор в качестве «искусственного солнца». В сельской местности его применяют для создания комфортных условий и повышения выживаемости цыплят, известны и другие способы применения. В настоящее время существуют более эффективные источники света для искусственного освещения растений.